# Filip Filipović
Filip Filipović (in serbo Филип Филиповић?; Belgrado, 2 maggio 1987) è un pallanuotista serbo, di ruolo attaccante.

## Caratteristiche tecniche
Noto ai più per la sua militanza nella Pro Recco, è un giocatore con spiccate doti offensive che gioca da numero 2. Realizzatore prolifico e spesso capocannoniere delle competizioni alle quali partecipa, si distingue per un tiro mancino particolarmente preciso e potente e non disdegna la soluzione di palombella. Giocatore carismatico, spesso si concede molte conclusioni in porta, giustificate comunque dalle grandi capacità e mezzi fisici a disposizione.

## Carriera
Filipović ha giocato per la Serbia e Montenegro, mentre attualmente gioca per la Serbia. Ha collezionato oltre 200 partite, segnando oltre 280 reti e vincendo ben 19 medaglie, tra le quali spicca la medaglia d'oro ottenuta ai mondiali di Roma 2009. Nel 2020 è membro del consiglio direttivo del Partizan Belgrado.
Il 9 aprile 2024 annuncia l'intenzione di ritirarsi al termine della stagione.

## Palmarès

### Club

#### Trofei nazionali
- Campionato italiano: 8

Pro Recco: 2009-10, 2010-11, 2011-12, 2014-15, 2015-16, 2016-17, 2017-18, 2018-19
- Coppe Italia: 7

Pro Recco: 2009-10, 2010-11, 2014-15, 2015-16, 2016-2017, 2017-2018, 2018-19
- Campionato serbo-montenegrino: 1

Partizan: 2002
- Campionato serbo: 4

Partizan: 2007, 2007-08, 2009
Novi Beograd: 2023-24
- Coppa di Serbia e Montenegro: 1

Partizan: 2002
- Coppa di Serbia: 4

Partizan: 2006-07, 2007-08, 2008-09
Novi Beograd: 2023-24
- Campionato greco: 2

Olympiakos: 2022, 2023
- Coppa di Grecia: 2

Olympiakos: 2022, 2023

#### Trofei internazionali
- LEN Champions League: 3

Pro Recco: 2009-10, 2011-12, 2014-15
- Supercoppa LEN: 3

Pro Recco: 2010, 2012, 2015
- Lega Adriatica: 2

Pro Recco: 2011-12
Novi Beograd: 2023-24
- LEN Euro Cup: 2

Radnicki: 2012-13
Szolnok: 2020-21
- Tom Hoad Cup: 1

Partizan: 2006

### Nazionale
- Olimpiadi

Pechino 2008: 
Londra 2012: 
Rio de Janeiro 2016: 
Tokyo 2020: 
- Mondiali

Roma 2009: 
Kazan' 2015: 
Shanghai 2011: 
Budapest 2017: 
- Europei

Kranj 2003: 
Belgrado 2006: 
Málaga 2008: 
Zagabria 2010: 
Eindhoven 2012: 
Budapest 2014: 
Belgrado 2016: 
Barcellona 2018: 
- Coppa del Mondo

Budapest 2006: 
Oradea 2010: 
- World League

Belgrado 2005: 
Atene 2006: 
Berlino 2007: 
Genova 2008: 
Niš 2010: 
Firenze 2011: 
Čeljabinsk 2013: 
Dubai 2014: 
Bergamo 2015: 
Podgorica 2009: 

## Riconoscimenti
- Shanghai 2011: MVP
- LEN Award: 2009, 2014, 2016, 2018, 2021
- Pallanuotista dell'anno FINA: 2011, 2014, 2021